# Ircinia solida
Ircinia solida är en svampdjursart som först beskrevs av Carter 1885.  Ircinia solida ingår i släktet Ircinia och familjen Irciniidae. Inga underarter finns listade i Catalogue of Life.